# Championnats d'Inde de squash
Les Championnats d'Inde de squash sont une compétition de squash individuelle organisée par Squash Rackets Federation of India (en). Ils se déroulent chaque année depuis 1979.
Saurav Ghosal détient le record de victoires masculines avec 13 titres. Joshna Chinappa détient le record de victoires féminines avec 19 titres.

## Palmarès[2]

### Hommes
- 2024 : Abhay Singh
- 2023 : Velavan Senthilkumar[3]
- 2022 : Abhay Singh
- 2020 : Saurav Ghosal
- 2019 : Mahesh Mangaonkar[4]
- 2018 : Mahesh Mangaonkar[5]
- 2017 : Saurav Ghosal
- 2016 : Saurav Ghosal
- 2015 : Saurav Ghosal
- 2014 : Harinder Pal Sandhu
- 2013 : Saurav Ghosal
- 2012 : Saurav Ghosal
- 2011 : Saurav Ghosal
- 2010 : Saurav Ghosal
- 2009 : Saurav Ghosal
- 2008 : Saurav Ghosal
- 2007 : Saurav Ghosal
- 2006 : Saurav Ghosal
- 2005 : Ritwik Bhattacharya
- 2004 : Saurav Ghosal
- 2003 : Ritwik Bhattacharya
- 2002 : Ritwik Bhattacharya
- 2001 : Manish Chotrani
- 2000 : Ritwik Bhattacharya
- 1999 : Manish Chotrani
- 1998 : Ritwik Bhattacharya
- 1997 : Akhil Behl
- 1996 : Arjan Singh
- 1995 : Arjan Singh
- 1994 : Arjan Singh
- 1993 : Adrian Ezra
- 1992 : Adrian Ezra
- 1991 : Adrian Ezra
- 1990 : Adrian Ezra
- 1989 : Adrian Ezra
- 1988 : Adrian Ezra
- 1987 : Meherwan Daruwala
- 1986 : Meherwan Daruwala
- 1985 : Meherwan Daruwala
- 1984 : Meherwan Daruwala
- 1983 : Meherwan Daruwala
- 1982 : Raj Manchanda
- 1981 : Raj Manchanda[6]
- 1980 : Raj Manchanda
- 1979 : Raj Manchanda[7]
- 1978 : Raj Manchanda
- 1977 : Raj Manchanda
- 1976 : Anil Nayar
- 1975 : Anil Nayar
- 1974 : Anil Nayar
- 1973 : Anil Nayar
- 1972 : Anil Nayar
- 1971 : Anil Nayar
- 1970 : Bunker Roy
- 1969 : Bunker Roy
- 1968 : Ali Ispahani
- 1967 : Ali Ispahani
- 1966 : Anil Nayar
- 1965 : Bunker Roy
- 1964 : Anil Nayar
- 1963 : K. Sjain
- 1962 : K. Sjain
- 1961 : K. Sjain
- 1960 : K. Sjain
- 1959 : K. Sjain
- 1958 : K. Sjain
- 1957 : K.Hazari
- 1956 : K.Hazari
- 1955 : Rajkumar Narpat Singh
- 1954 : Rajkumar Narpat Singh
- 1953 : Rajkumar Narpat Singh
- 1952 : Rajkumar Narpat Singh
- 1951 : Rajkumar Narpat Singh
- 1950 : Rajkumar Narpat Singh
- 1949 : Rajkumar Narpat Singh
- 1948 : Rajkumar Narpat Singh
- 1947 : Rajkumar Narpat Singh
- 1946 : Rajkumar Narpat Singh
- 1945 : H.K.Sethna
- 1944 : A.A.T. Seymour

### Femmes
- 2024 : Anahat Singh
- 2023 : Anahat Singh[8],[3]
- 2022 : Joshna Chinappa[1]
- 2020 : Joshna Chinappa
- 2019 : Joshna Chinappa[4]
- 2018 : Joshna Chinappa[5]
- 2017 : Joshna Chinappa
- 2016 : Dipika Pallikal
- 2015 : Joshna Chinappa
- 2014 : Joshna Chinappa
- 2013 : Joshna Chinappa
- 2012 : Joshna Chinappa
- 2011 : Dipika Pallikal
- 2010 : Joshna Chinappa
- 2009 : Joshna Chinappa
- 2008 : Joshna Chinappa
- 2007 : Joshna Chinappa
- 2006 : Joshna Chinappa
- 2005 : Joshna Chinappa
- 2004 : Joshna Chinappa
- 2003 : Joshna Chinappa
- 2002 : Mekhala Subedar[9]
- 2001 : Joshna Chinappa
- 2000 : Joshna Chinappa
- 1999 : Mekhala Subedar
- 1998 : Mekhala Subedar
- 1997 : Mekhala Subedar
- 1995 : Misha Grewal
- 1994 : Misha Grewal
- 1993 : Misha Grewal
- 1992 : Misha Grewal
- 1991 : Bhuvneshwari Kumari
- 1990 : Bhuvneshwari Kumari
- 1989 : Bhuvneshwari Kumari
- 1988 : Bhuvneshwari Kumari
- 1987 : Bhuvneshwari Kumari
- 1986 : Bhuvneshwari Kumari
- 1985 : Bhuvneshwari Kumari
- 1984 : Bhuvneshwari Kumari
- 1983 : Bhuvneshwari Kumari
- 1982 : Bhuvneshwari Kumari
- 1981 : Bhuvneshwari Kumari
- 1980 : Bhuvneshwari Kumari
- 1979 : Bhuvneshwari Kumari
- 1978 : Bhuvneshwari Kumari
- 1977 : Bhuvneshwari Kumari
- 1976 : Bhuvneshwari Kumari
- 1975 : Nandini Kumari
- 1974 : Veena Loomba
- 1973 : Deepika Dalal
- 1972 : Geeta Kapila
- 1971 : Brena White
- 1963 : Indra Jaywant
- 1962 : Saksham Choudhary
- 1961 : Indra Jaywant
- 1960 : Bairaj
- 1959 : Saksham Choudhary
- 1958 : L. Day
- 1957 : Saksham Choudhary
- 1956 : Massie Taylor
- 1955 : Saksham Choudhary
- 1954 : pas d'épreuve
- 1953 : G. Rigall
- 1952 : K.L. Apte
- 1951 : P. Nazir
- 1950 : P. Nazir
- 1949 : Princess Abida Sultana
- 1948 : S.D. Bilimoria
- 1947 : F. Talyarkhan
- 1946 : S.D. Bilimoria
- 1945 : S.D. Bilimoria